# Acrocercops phaeospora
Acrocercops phaeospora là một loài bướm đêm thuộc họ Gracillariidae. Nó được tìm thấy ở Karnataka, Ấn Độ. Nó được miêu tả bởi Edward Meyrick năm 1916. Ấu trùng ăn Vigna mungo, Vigna unguiculata, Cleistocalyx operculatus, Eugenia cumini, Eugenia jambolana, Syzygium littorale, Madhuca latifolia, và Theobroma cacao.